# RAB24
RAB24 (англ. RAB24, member RAS oncogene family) – білок, який кодується однойменним геном, розташованим у людей на 5-й хромосомі. Довжина поліпептидного ланцюга білка становить 203 амінокислот, а молекулярна маса — 23 124.
| 10         |  | 20         |  | 30         |  | 40         |  | 50         |
| ---------- |  | ---------- |  | ---------- |  | ---------- |  | ---------- |
| MSGQRVDVKV |  | VMLGKEYVGK |  | TSLVERYVHD |  | RFLVGPYQNT |  | IGAAFVAKVM |
| SVGDRTVTLG |  | IWDTAGSERY |  | EAMSRIYYRG |  | AKAAIVCYDL |  | TDSSSFERAK |
| FWVKELRSLE |  | EGCQIYLCGT |  | KSDLLEEDRR |  | RRRVDFHDVQ |  | DYADNIKAQL |
| FETSSKTGQS |  | VDELFQKVAE |  | DYVSVAAFQV |  | MTEDKGVDLG |  | QKPNPYFYSC |
| CHH        |  |            |  |            |  |            |  |            |

A: Аланін

C: Цистеїн

D: Аспарагінова кислота

E: Глутамінова кислота

F: Фенілаланін

G: Гліцин

H: Гістидин

I: Ізолейцин

K: Лізин

L: Лейцин

M: Метіонін

N: Аспарагін

P: Пролін

Q: Глутамін

R: Аргінін

S: Серин

T: Треонін

V: Валін

W: Триптофан

Задіяний у таких біологічних процесах, як транспорт, транспорт білків, автофагія. 
Білок має сайт для зв'язування з нуклеотидами, ГТФ. 
Локалізований у цитоплазмі, мембрані.